# Blue Mound Township (comté de Livingston, Missouri)
Pour les articles homonymes, voir Blue Mound Township.
Blue Mound Township est un ancien township, situé dans le comté de Livingston, dans le Missouri, aux États-Unis,.
Le township est fondé en 1843 et baptisé en référence à un sommet du même nom, situé dans ses limites.

### Source de la traduction
- (en) Cet article est partiellement ou en totalité issu de l’article de Wikipédia en anglais intitulé « Blue Mound Township, Livingston County, Missouri » (voir la liste des auteurs).